# خوانسار
خوانسار هي مدينة إيرانية تقع في محافظة أصفهان.
يبلغ عدد سكانها 20,490 حسب احصاء عام 2006 م.

## معرض صور

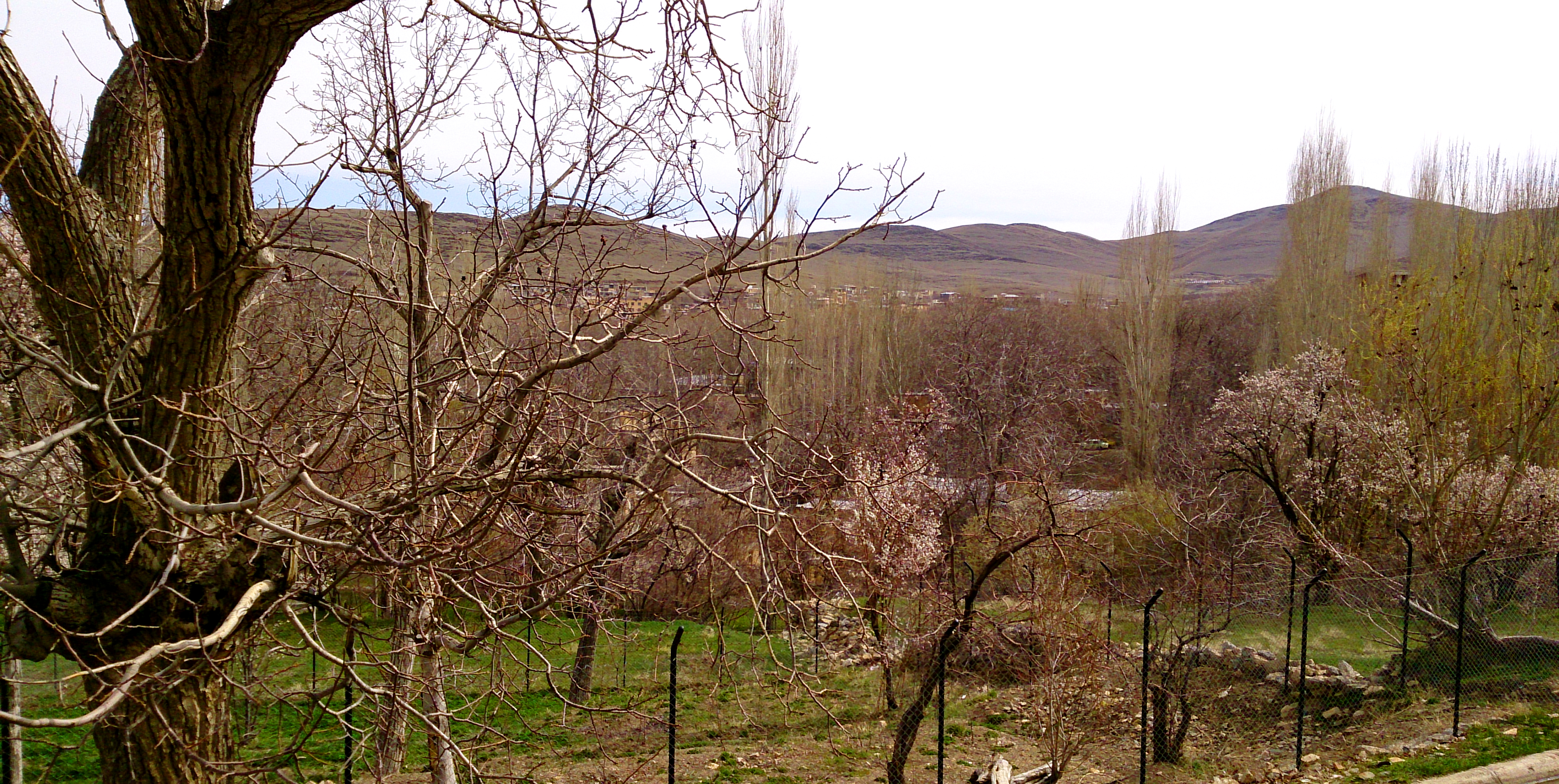
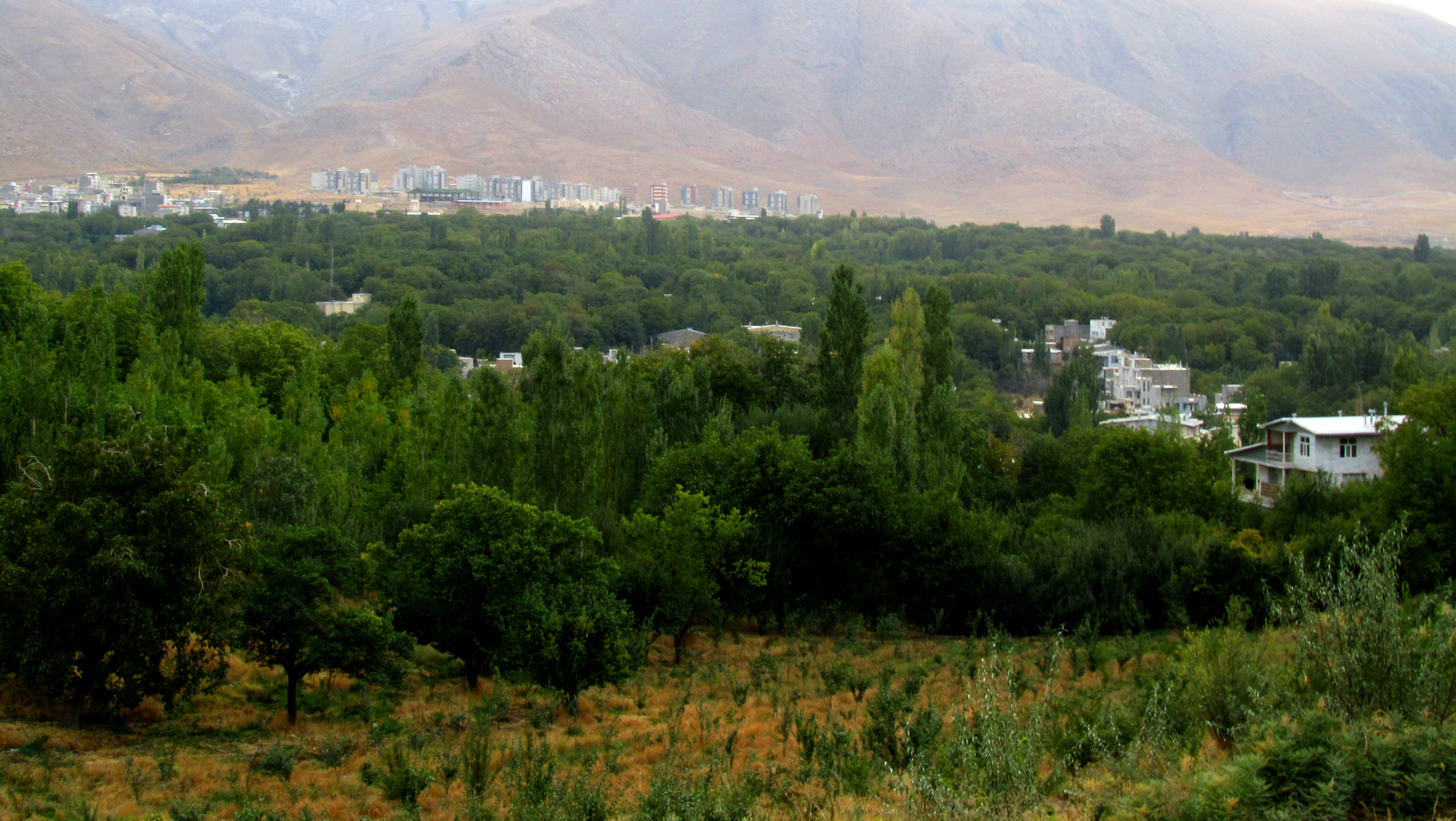
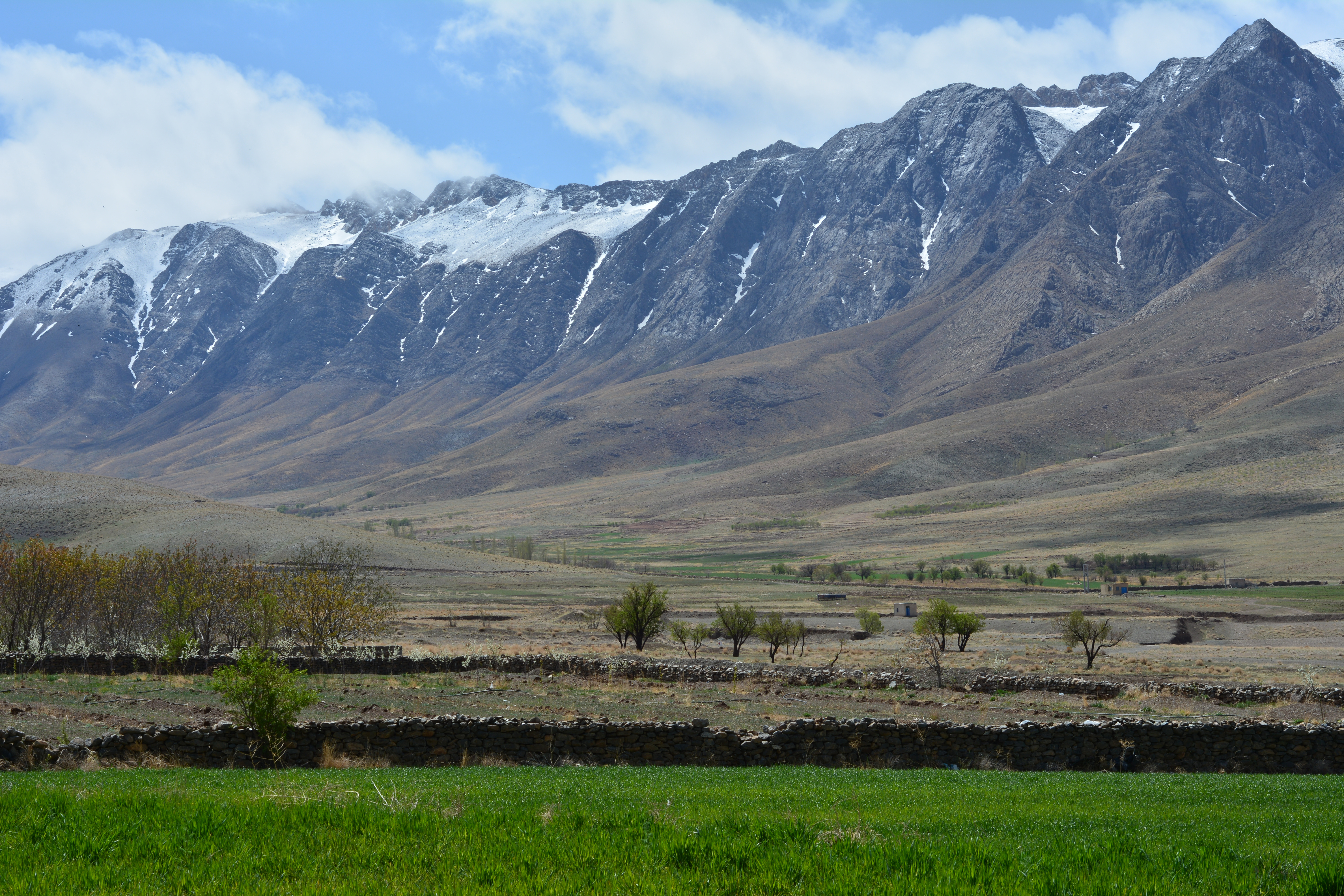
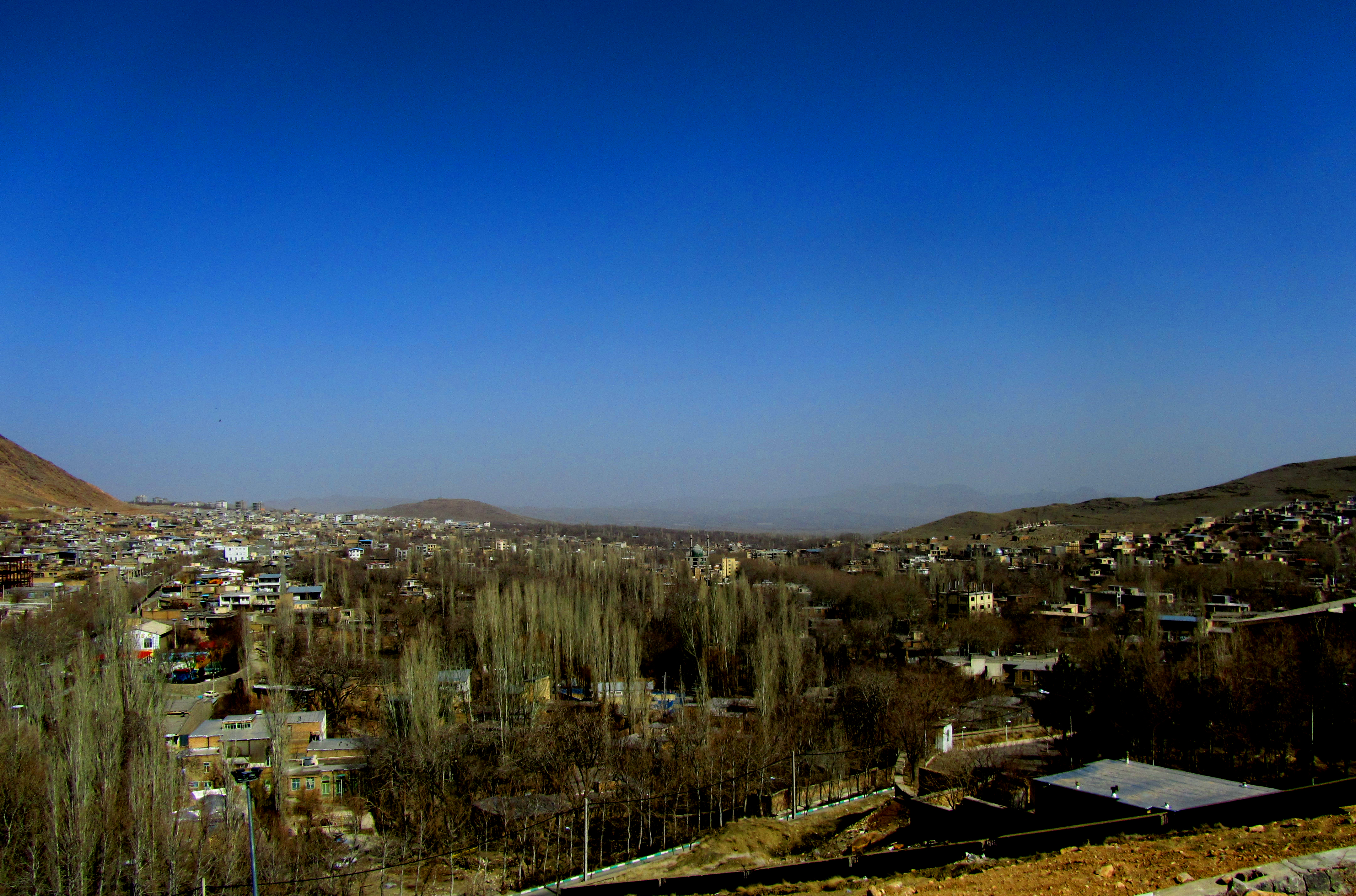

## أعلام
- محمد باقر الخوانساري
- زلالي الخوانساري
- حسين انصاريان
- محمد تقي الخونساري